# Hélène de Laval
Hélène de Laval, née à Ploërmel, le 17 juin 1439, est morte le 3 décembre 1500 et a été inhumée en l'abbaye Notre-Dame de la Vieuville à Epiniac.

## Biographie

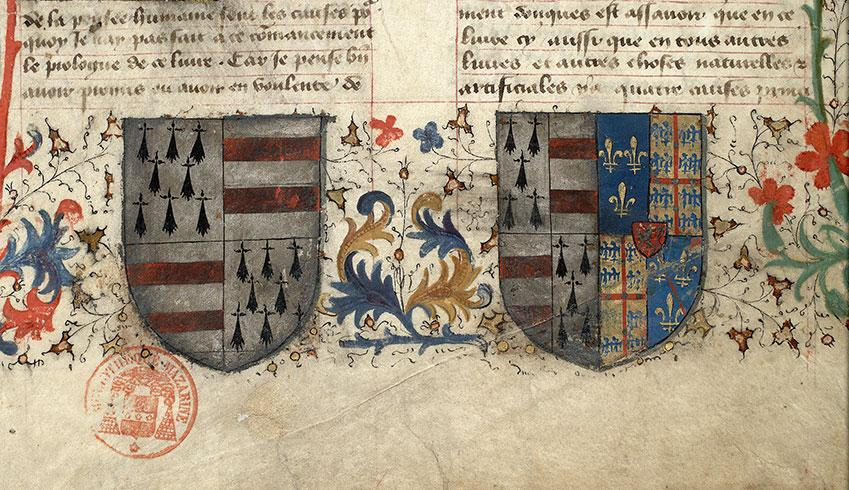
Armes de Jean de Derval et Hélène de Laval

Petite-fille du duc de Bretagne Jean V par sa mère Isabelle et fille de Guy XIV de Laval, également arrière-petite-fille du roi de France Charles V et sœur de Jeanne de Laval. Les comtes de Laval sont des acteurs puissants et influents tant dans le duché breton que le royaume de France. 
En 1450, elle est mariée à Jean de Malestroit, baron de Derval et seigneur de Châteaugiron. C’est à lui que l’on doit la toute première Histoire de Bretagne qu'il commanda à Pierre Le Baud vers 1480. 
Leurs portraits ainsi que les châteaux de Derval et celui de Châteaugiron qu'ils occupaient ont été peints sur des enluminures du manuscrit de Pierre le Baud.

## Fondation
Elle fonde en 1497 le chapelain de Derval à la Collégiale Saint-Tugal de Laval et donna 30 livres sur la terre et seigneurie de Tinténiac en Bretagne, pour l'assistance au chœur et trois messes basses par semaine pour son mari Jehan, seigneur de Derval et de Combourg, et pour M. le comte de Laval et Isabeau de Bretagne, son père et sa mère, et pour leurs prédécesseurs et successeurs de la maison de Laval. Il est dit que les livres de rente qu'elle avait données à l'Abbaye Sainte-Catherine de Laval, si elle était abbaye, reviendraient à Saint-Tugal, qu'il y aurait 100 sols pour une messe le vendredi et 10 livres pour deux anniversaires solennels, outre celui qu'elle a déjà fondé.

## Mort
Elle décède à Epiniac en 1500.
« On leur éleva un superbe mausolée avec cette épitaphe : Cy gisent haults et puissants Monseigneur Jean sire de Derval, de Combour, de Chasteaugiron, de Rougé et de Foulgeray, qui trespassa le dernier jour du mois de may l'an de grâce MCCCCLXXXII, et Madame Hélène, sa compagne, fille du comte de Laval... laquelle trespassa le tiers jour du mois de décembre l'an de grâce MCCCCC ». 